# Каракетов, Юнус Кеккезович
Юнус Кеккезович Каракетов (8 марта 1919, Джегетей, Баталпашинский отдел Кубанской области — 8 июня 1944, Борисов, Минская область) — лейтенант, командир партизанского отряда (после его гибели получившего имя карачаевца Каракетова) Сенненской партизанской бригады; Герой Российской Федерации.

## Биография
Родился в карачаевской семье Кеккеза Каракетова и Саният (урожд. Айбазова) третьим ребёнком (в семье было 4 сына и три дочери). Окончив школу, работал табунщиком.
Призван в РККА в 1939 году. Окончил школу командирского состава, служил командиром отделения, помощником командира стрелкового взвода, командиром снайперского взвода 2-го стрелкового полка, 50-й стрелковой дивизии 13-й Армии Белорусского Особого военного округа. В первый день войны после тяжёлых боёв возле города Молодечно воинская часть, в которой служил Юнус Каракетов, отступила с боями на восток. Взвод под командованием Юнуса Каракетова потерял почти весь личный состав. Юнус Каракетов определил последних трёх тяжелораненых бойцов в местные семьи и ушёл в леса под Минском.
Партизанил в одиночку, освобождая из плена красноармейцев и уничтожая небольшие группы немцев. В лесах под городом Борисов он встретился со своим земляком Кичи-Батыром Хаиркизовым. Вдвоём они создали небольшую партизанскую группу.
За период с июля по декабрь 1941 года по документам Государственного архива Белоруссии ими было освобождено 840 (!) красноармейцев, убито 39 конвоиров, уничтожено 28 предателей, уничтожен 31 каратель, ранено более 40 немцев, взорваны 8 бронемашин, 7 мостов, возвращено населению более 200 голов скота.
Во время одного из боев они встретились с группой батальонного комиссара В. Ф. Леонова, который предложил им вступить в его партизанский отряд. Со временем Юнус Каракетов и Кичи-Батыр стали командирами отдельных партизанских отрядов. Отряд Юнуса выполнял задания по уничтожению железнодорожных коммуникаций противника, по ликвидации немецких комендатур на территории Чашникского и Сенненского районов Белоруссии. За особые боевые успехи его отряда и за проявленное личное мужество и организаторский талант в боях Юнус Каракетов командованием Сенненской бригады и Витебским подпольным обкомом ВКП(б) в декабре 1942 года был представлен к высокому званию Героя Советского Союза.
В марте 1943 года был награждён орденом Красного Знамени. В 1943 г. присвоено воинское звание лейтенант.
Отряд Юнуса Каракетова несколько раз участвовал в обороне партизанского аэродрома, который действовал возле села Белица Чашникского района. Этот аэродром действовал вплоть до освобождения Белоруссии в 1944 году.

## Подвиг
В 1944 году партизанская группировка в Витебской области была разделена немецкими войсками на две группы. Вся группировка партизанских бригад и несколько тысяч населения, которым грозило тотальное уничтожение, оказались в немецком «Железном кольце блокады». Одну группу окружили в Ушацкой зоне, другая группа — в том числе Сенненская бригада — поспешила на выручку попавших в окружение своих товарищей по оружию.
На рассвете 8 июня 1944 года сводная группа отрядов в количестве 600 человек ударила по позициям немцев. Юнус Каракетов развернул отряды по флангам. Сводный отряд Юнуса стоял насмерть, отражая атаки врага. Основные силы партизан успели выйти из окружения. Но отряды Каракетова и Кащеева погибали, выполняя свой последний долг. Из обоих отрядов в живых остались около 30 человек. Во время этого сражения Юнус Каракетов был смертельно ранен.
После войны перезахоронен в братской могиле деревни Глубочица под г. Борисов.

## Награды
- Медаль «Золотая Звезда» Героя Российской Федерации (1995, посмертно) — за мужество и героизм, проявленные в борьбе с немецко-фашистскими захватчиками в Великой Отечественной войне 1941—1945 годов[3]
- орден Красного Знамени (1943)
- медаль «Партизану Отечественной войны» 1-й степени (1945, посмертно)[4]

## Память
- Памятники Герою Российской Федерации, лейтенанту Каракетову Юнусу Кеккезовичу установлены на Аллеях Героев столицы Карачаево-Черкесии в г. Черкесске, на Аллеях Героев райцентров г. Усть-Джегута Карачаево-Черкесии, г. Сенно Республики Беларусь, в Борисовском районе Республики Беларусь, с. Новая Джегута Карачаево-Черкесии.
- Имя Ю. Каракетова носят:
  - улицы в селе Эльтаркач и в с. Моисеевщина Борисовского района Республики Беларусь;
  - школа в с. Эльтаркач Карачаево-Черкесии.